# Judith Anlauf
Judith Anlauf est une athlète sportive allemande pratiquant l'aviron née le 2 avril 1990 à Stuttgart.

## Palmarès

### Championnats du monde
- 2014 à Amsterdam,  Pays-Bas
  -  médaille de bronze en Quatre de couple poids légers

### Championnats d'Europe
- 2015 à Poznań,  Pologne
  -  médaille de bronze en Skiff poids légers